# Teqvoly
A teqvoly a röplabdázás alapjaira épülve egy új formáját mutatja meg a sportágnak. Teq-asztalon játsszák, amely teljes mértékben magyar találmány.
Az egyedi szabály, illetve pontozási rendszerrel kialakított teqvoly egy szórakoztató formája a labdás csapatsportoknak, általa fejleszthető a labdaügyesség, a koncentráció, reakcióidő és a precizitás. 
Nincs ajánlott korhatár, a teqvoly egy mindenki számára elérhető sport, nemtől, kortól és tudásszinttől függetlenül bárki örömét lelheti a játékban.

## Nagykövet
A teqvoly nagykövete a magyar–német kettős állampolgárságú röplabdajátékos, Grózer György. A teqvolyval 2019-ben találkozott először, amikor a sportágat bemutatták a német röplabda-válogatottnál.

## A Teq-asztal
A Teq-asztal egy formabontó multifunkciós sporteszköz, mely többévnyi tesztelés után nyerte el végső, innovatív formáját, aminek köszönhetően a labda egyedi módon pattan rajta, arra késztetve a játékost, hogy újragondolja a már bejáratott mozdulatait.
A Teq-asztaloknak négy típusa van: Teq ONE, Teq SMART, Teq LITE, Teq X A ONE, SMART, LITE és X asztalok ideális sporteszközök közterületek, szállodák, parkok, iskolák, családok, futballklubok, szabadidőközpontok, fitneszközpontok, strandok számára. Az asztalok a mozgáskorlátozottak számára kínálnak szabadidős elfoglaltságot, hiszen a szabályok sokszínűsége segít megtalálni mindenkinek a számára optimális sportot.

## A teqvoly fő szabályai
- A teqvoly bármilyen 5-ös méretű röplabdával játszható
- A teqvolyt két csapat 2-2 játékossal játssza
- Minden csapat maximum 3-szor érhet a labdába mielőtt visszajuttatná azt az ellenfél térfelére
- Minimum egy átadás kötelező a visszajuttatást megelőzően
- Támadó érintés után a labdának az ellenfél térfelén csak egyszer szabad pattannia
- A játékosoknak 1 lehetősége van a sikeres nyitás végrehajtására. A nyitás elvégzésekor a nyitó játékos nem léphet az alapvonalon belülre, mindkét lábnak a talajon kell maradnia
- A csapatok minden 4 pont után cserélik a nyitás jogát
- Amennyiben a labdát a vonalakon belülről juttatja át a csapat az ellenfél térfelére, akkor ugyanannak a csapatnak a következő támadás során kötelezően a vonalakon kívülről kell átjuttatnia a labdát
- Csusza (amikor az asztal élét éri a labda) esetén meg kell ismételni a labdamenetet, abban az esetben, ha a labda a földre pattan a csuszát követően
- Ha a labda az asztal oldalát találja el, az hibának minősül
- A felezővonalat csak akkor lehet átlépni, ha a labdát visszapasszolják a saját csapattársnak
- Támadó érintés akkor végezhető, ha a labda teljes terjedelmében a támadó csapat térfelén van
- Lefelé irányuló támadó érintés csak a pályavonalon kívülről hajtható végre
- Felugrásból történő támadás esetén a férfiaknál a pályavonalazáson kívülre kell érkezni az  ugrás után, nők esetében a pályavonalon belülről nem lehet felugrani
- A „duplapont” lehetőséget ad egy labdamenetben dupla, azaz két pontot szerezni annak a csapatnak, amelyik az adott játszmában a tizedik pont megszerzése előtt kikéri azt. A „duplapont” csapatonként és mérkőzésenként egyszer kérhető.
- Egy teqvoly mérkőzés két vagy több nyert játszmáig tart a versenykiírástól függően. Egy játszma megnyeréséhez 12 pontot kell elérni
- Tilos hozzáérni az asztalhoz és az ellenfélhez a játék során
- Támadó érintés akkor végezhető, ha a labda teljes terjedelmében a támadó csapat térfelén van
- Lefelé irányuló támadó érintés csak a pályavonalon kívülről hajtható végre
- Felugrásból történő támadás esetén a férfiaknál a pályavonalazáson kívülre kell érkezni az  ugrás után, nők esetében a pályavonalon belülről nem lehet felugrani
- A duplapont” lehetőséget ad egy labdamenetben dupla, azaz két pontot szerezni annak a csapatnak, amelyik az adott játszmában a tizedik pont megszerzése előtt kikéri azt. A „duplapont” csapatonként és mérkőzésenként egyszer kérhető. [4]

A szabályok rendkívül látványossá teszik ezt a sportot, és akár profi röplabdacsapatok számára is alkalmas lehet edzési célokra. A Teq Smart és Teq LITE asztalokon egyéni játékra is van lehetőség, csupán az asztal egyik lapját kell felhajtani, így egyéni edzéseket is lehet rajta végezni.

## Versenyek

### Teqvoly-világbajnokság, 2019
Az első teqvoly-világbajnokság 2019. szeptember 6-8. között került megrendezésre Budapesten, a Sterbinszky Amália Kézilabdacsarnokban 16 nemzet részvételével. A döntőben a lengyel Michal Wlostowski és párja, Jakub Choramanski diadalmaskodott az ausztriai páros, Michael Bachle és Manuel Fellner felett.

### Londoni Teqvoly Challenger Kupa, 2020
A londoni Challenger Kupán két kategóriában összesen 32 csapat versenyzett. A játékosok női és férfi páros kategóriában indulhattak a 2000 dolláros összdíjazású versenyen.
A női párosok között Kathi Rud és Jana Parmova, míg a férfi párosok között Michal Wlostowski és Jakub Choramanski vihette haza az első helyezettnek járó díjat.

### Teqvoly Magyar Bajnokság, 2020
A Teqvoly Magyar Bajnokságot 2020. augusztus 22-én rendezték a Margitszigeten. 38 páros vett részt az eseményen, és a Réthelyi Zsófia – Divényi Zita, valamint a Tordai Ábel – Benkő Balázs duó nyert.

### Teqvoly Beach Games VOL1, 2021
Július 31-én a Lupa Beach-en megrendezett eseményre 32 páros regisztrált férfi, női és vegyes kategóriákban. A vegyes kategóriában a teqvoly nagykövete Grózer György és lánya, Grózer Leana is nevezett, továbbá a magyar válogatott játékos Pádár Krisztián pedig Lisztes Lili oldalán hódította el a trófeát. A női kategória győztese a Szabó Dorottya- Gubik Hanna páros lett, míg a férfiaknál a Solti Péter- Gyenes Márió duó vihette haza a fődíjat.

### Teqvoly Beach Games VOL2, 2021
A versenyre 17 csapat nevezett, akik kiélezett mérkőzéseket játszottak az újdonságnak számító vegyes kategóriában. A döntőben a Réthelyi Zsófia – Solti Péter páros győzedelmeskedett a Boros Réka – Bene Róbert duó felett.

### Teqvoly International Gala, 2021
2021. november 20-21-én megrendezésre került a 12 000 eurós összdíjazású Teqvoly International Gála. A hölgyeknél Olaszország, Bosznia-Hercegovina, Szerbia és Magyarország legjobbjai mérték össze tudásukat, míg az uraknál Brazília, Lengyelország, Bosznia-Hercegovina és Magyarország képviselői csaptak össze.
Helyezések:
Nők:
1. Magyarország (Fanni Kemenczei & Flóra Kemenczei)
2. Bosznia-Hercegovina (Amna Mušija & Amna Neimarlija)
3. Szerbia (Anastasija Lemajić és Andrea Curcija)
4. Olaszország (Valeria Lantieri & Lucia Barbato)

Férfiak:
1. Lengyelország (Michal Wlostowsky & Jakub Choromanski)
2. Magyarország (András Bakóczy & Róbert Bene)
3. Bosznia-Hercegovina (Rijad Begić & Faris Čobo)
4. Brazília (Edson Barbosa & Henrique Arajuo)[11]